# Federico Arana
Federico Arana (Tizayuca, Hidalgo, 27 de noviembre de 1942) es un biólogo, escritor, caricaturista, músico, compositor y pintor mexicano; su primera novela, Las jiras, publicada en 1973, lo convirtió en ganador del Premio Xavier Villaurrutia, el premio literario más importante de México. Se desarrolló también en el ámbito académico, como docente del Colegio de Ciencias y Humanidades de la UNAM y escribiendo libros de biología que son utilizados como libros de texto. Como autor cuenta con más de treinta títulos publicados entre su obra literaria y académica.
Su pasión por la música comenzó a edad temprana y lo llevó a formar parte de tres agrupaciones sucesivamente, Los Sonámbulos, Los Sinners y Naftalina, esta última considerada un «icono» del rock mexicano, y además compuso una canción para la banda sonora de la película Simón del desierto (1965) de Luis Buñuel. Como dibujante y pintor su obra se ha divulgado en periódicos y libros y ha realizado exposiciones a nivel nacional e internacional.

## Biografía

### Primeros años, estudios y experiencia académica
Federico Arana nació el 27 de noviembre de 1942 en Tizayuca, Hidalgo, y cursó sus primeros estudios en el Instituto Luis Vives de la Ciudad de México. Se doctoró en Biología en la Universidad Nacional Autónoma de México y fue maestro por más de cuatro décadas en el Colegio de Ciencias y Humanidades de la UNAM, donde también ocupó un cargo administrativo. Como académico ha publicado artículos y libros didácticos que se han convertido en textos de uso obligado en la educación, como: Los seres vivos como unidad (1979) y Diversidad de los organismos (1980).

### Carrera literaria
Aunque escribía desde años antes, comenzó a destacar cuando publicó Las jiras (1973), su primera novela, que lo convirtió en ganador del Premio Xavier Villaurrutia, el premio literario más importante de México. Cuenta con alrededor de 30 libros publicados y también ha escrito artículos académicos, cuentos y artículos de musicología y otros temas en periódicos y revistas como Natura, Nexos, Revista de la Universidad de México, Unomásuno, Novedades, El Día, La Jornada y El Financiero.

### Carrera musical
Arana comenzó en la música como guitarrista y compositor en 1956, cuando fundó junto a Baltasar Mena Iniesta la banda Los Sonámbulos con la cual llegó a grabar un disco en la compañía disquera Musart. Cuando el grupo se disolvió, Arana se unió a Los Sinners, que más adelante cambió su nombre a Tequila. En 1975 fue cofundador de la banda Naftalina, que maneja los géneros blues y rock, junto a Mena Iniesta, Olaf de la Barreda y Freddy Armstrong. Naftalina ha grabado ocho discos y es considerada un «icono» del rock mexicano. Una de las canciones de Arana, «Rebelde radioactivo», formó parte de la banda sonora de la película Simón del desierto (1965) de Luis Buñuel y del documental Gimme the Power (2012) de Olallo Rubio.

### Dibujante y pintor
Arana ha destacado también como dibujante y caricaturista, es el creador del personaje Ornitóteles, una caricatura que aparecía en el periódico Novedades y que Arana recopiló en dos libros: Ornitóteles. El pájaro filosófico (1975) y El perro mundo de Ornitóteles (1984). Como pintor ha exhibido sus obras en México y en países como Estados Unidos, Suiza y Alemania.

## Reconocimientos
- Premio Xavier Villaurrutia (1973)
- Premio de poesía por la Universidad Internacional de Santander, España
- Homenaje del Consejo Estatal para la Cultura y las Artes de Hidalgo durante la Feria del Libro Infantil y Juvenil Hidalgo (2012)[9]

## Obra
Ha publicado alrededor de 30 libros, entre lo que se encuentran:

### Cuento
- El blues de los coyotes (2014)

### Ensayo
- Algunos académicos de la lengua (1968)
- Cómo presentar los originales (1970)
- Ornitóteles. El pájaro filosófico (1975)
- La música dizque folklórica  (1976)
- El perro mundo de Ornitóteles (1984)
- Huaraches de ante azul, historia del rock en México (1985)
- Roqueros y Folcloroides (1988)
- Comer insectos (1991)
- Los cien más cachondos rocanroleros de las lenguas españolas (1992)
- Insectos comestibles: entre el gusto y la aversión (2006)
- 1001 puñaladas a la lengua de Cervantes: y quién dijo que debíamos saber hablar para comunicarnos? (2006)
- Máscaras y Luchadores: México enmascarado Tomo I (2007) —coautor—
- Máscaras y luchadores: México enmascarado Tomo II (2007) —coautor—
- Qué mal hablan mis papás (2013)
- Archipiélago naftalina (2013)

### Libros didácticos
- Método experimental para principiantes (1975)
- Biología (1979)
- Los seres vivos como unidad (1979)
- Diversidad de los organismos (1980)
- Continuidad y evolución de la vida (1980)
- Fundamentos de biología (1993)
- Ecología para principiantes (1982)
- Ecología para niños (2015)

### Novela
- Las jiras (1973)
- Enciclopedia de latinoamericana omnisciencia (1977)
- Delgadina (1978)
- Yo, Mariachi (1991)

### Obra teatral
- Huitzilopochtli vs. Los rocanroleros de la noche (1988)

### Poesía
- Rumores de la arboleda (2013)